# 淳熙井
29°28′56″N 121°52′34″E / 29.482285°N 121.876005°E
淳熙井，又名县署井，是中国浙江省象山县一口古井，位于丹东街道。淳熙井深7米，直径1米，井栏上刻有“淳熙三年重阳日建”字样。
2017年，淳熙井成为浙江省文物保护单位。